# Gustav Buder
Msgre. Gustav Buder (17. března 1860, Jiříkov, čp. 361 – 24. května 1934 Liberec) byl český římskokatolický kněz, čestný kanovník Katedrální kapituly u sv. Štěpána v Litoměřicích a infulovaný arciděkan v Liberci.

## Život
Jeho otec Johann Buder – měšťan, byl synem Johanna Budera – tkalce a Theresie, dcery Franze Diesnera; jeho matka Theresie, byla dcera Antona Jauermanna – tkadlece a Magdaleny, dcery Gottfrieda Hentsche. Gymnaziální studia absolvoval na Gymnáziu v Litoměřicích, kde absolvoval i filozoficko-teologická studia. Na kněze vysvěcený v roce 1882. Po vysvěcení, poté co krátce působil jako farář ve Vsi u Frýdlantu, se stal farářem v Hrádku nad Nisou, 19. července 1903 byl instalován na arciděkanství v Liberci. Dne 3. ledna 1904 se stal okrskovým vikářem libereckého vikariátu. 18. srpna 1910 se stal nositelem vyznamenání Ritter des Ordens der Eisernen Krone. Před rokem 1912 byl jmenován čestným kanovníkem litoměřické kapituly. Stal se též konzistorním radou litoměřické biskupské kurie. Za svého působení na arciděkanství v Liberci založil farní věstník liberecký, zbudoval kapucínský klášter, opatřil nové zvony do arciděkanského kostela a obnovil liberecké chrámy. Byl vážený pro svou lidumilnost a obětavost. Za svou službu získal, kromě čestného kanonikátu v Litoměřicích také titul papežský prelát a infulovaný arciděkan v Liberci. Zemřel 24. května 1934.